# Heraklit von Ephesos – Das Sterben der Götter
Bei dem historischen Roman Heraklit von Ephesos – Das Sterben der Götter handelt es sich um den ersten Band eines historischen Romans des deutschen Autors Norbert Weimper. Er ist erschienen im J. S. Klotz Verlagshaus (Neulingen) im Jahr 2023. Das Werk behandelt erstmals das Leben und Wirken des griechisch-ionischen Naturphilosophen nicht als wissenschaftliches Buch oder Sachbuch, sondern in belletristischer Form.

## Historischer Hintergrund
Der historisch-biografische Roman beschreibt Leben und Wirken des Naturphilosophen Heraklit erstmals in der Form des historischen Romans. Verortet ist er in der griechisch-ionischen Polis Ephesos, der Heimatstadt Heraklits an der kleinasiatischen Küste. Die beschriebene Zeitspanne reicht von dessen 18. bis zum 40. Lebensjahr (ca. 520 bis ca. 500 v. u. Z.) Der junge Stadtpolitiker ist aus höchstem aristokratischen Geschlecht; seine Familie führt sich zurück auf Androklos, den mythischen Gründer von Ephesos, sein Vater Bloson ist der Priesterkönig der Stadt. 
Heraklit will einen Konflikt der ionischen Städte mit dem aufsteigenden Perserreich im Osten verhindern – ein politisches Vorhaben, das scheitert. Im Laufe der Jahre wendet er sich der Philosophie zu und stellt sich dabei gegen die gängigen Mythen und die hellenistische Götterwelt. Nach und nach versucht er die Natur und den Kosmos rational zu erklären und bricht mit den gesellschaftlichen Konventionen. Mit seiner arroganten Misanthropie muss er in seinem privaten Leben fast zwangsläufig scheitern. Auch politisch scheitert er, als mit dem Überfall der Ephesier und ihren Bundesgenossen auf die persische Provinzhauptstadt Sardes der Ionischen Aufstand ausbricht. 
Das Leben des Heraklit verläuft vor dem Hintergrund des sich anbahnenden Kampfes der ionischen Stadtstaaten gegen die persische Oberherrschaft, während sich auf dem griechischen Festland in der Keimzelle Athen die Demokratisierung des politisch-gesellschaftlichen Systems anbahnt und das persische Weltreich entsteht. Anschaulich schildert der Roman die antike Welt vor 2500 Jahren rund um das Mittelmeer und speziell das Leben der Menschen in den frühen Metropolen und den ländlichen Gebieten außerhalb der Stadtmauern. Viele authentische Zitate (von Heraklit, Herodot und griechischer Dichtung) fügen sich in die Romanhandlung ein. Dabei legt der Autor nach eigenen Aussagen größten Wert auf historische Korrektheit und die Hauptperson Heraklit betreffend auf höchste Plausibilität.